# Fortress of Solitude
Het Fortress of Solitude (Fort der eenzaamheid) is een fictieve vesting die verschijnt in de Amerikaanse comics over Superman gepubliceerd door DC Comics. De vesting is een plek om tot zich zelf komen, en is vaak het hoofdkwartier van Superman. De vesting wordt vaak afgebeeld in een bevroren toendra, een eind weg van de bewoonde wereld. De voorganger van het Fortress of Solitude is de Secret Citadel, die voor het eerst verscheen in Superman #17, waar het in een berg gelegen zou zijn aan de buitengrenzen van Metropolis. Sinds de uitgave #58 staat het bekend als het Fortress of Solitude, hierin is het afgebeeld als een op zich zelf staand kasteel in de wildernis van de polen. De eerste verschijning daarna is in "The Super-Key to Fort Superman", Action Comics #241, waarin het opnieuw een ondergronds complex is in een rotswand van een berg.
Van origine is het Fortress of Solitude gelegen op de Noordpool, maar meer recente publicaties hebben de vesting gesitueerd op andere locaties zoals de Zuidpool, de Andes en het Amazoneregenwoud. Het merendeel van de aardbewoners in onbekend of vaag bekend met de aanwezigheid van de vesting. De locatie van de vesting is geheim, behalve voor Supermans beste vrienden en bondgenoten, zoals Lois Lane, Supergirl en Batman. Het interieur van de vesting kenmerkt zich o.a. door een standbeeld van Jor-El en Lara, Supermans Kryptoniaanse ouders, zij houden een grote wereldbol vast van Krypton. Alhoewel Superman ook een woongedeelte heeft in het Fortress of Solitude, zijn voornaamste plek waar hij woont is in Clark Kents appartement in Metropolis. Het arctische Fortress of Solitude concept was eerst bedacht voor pulp held Doc Savage uit 1930.

## In andere media

### Supergirl
Het Fortress of Solitude verschijnt in o.a. in de aflevering Solitude van de serie Supergirl. Zoals in comics wordt de vesting geopend met een massieve sleutel van dwergstermaterie, dat eruitziet alsof het van ijs of kristal is gemaakt. Het fort herbergt Kal-El's ruimteschip, standbeelden van zijn ouders, een Legion Flight Ring en een robot die Kelex wordt genoemd. Superman heeft Kara vaak uitgenodigd om naar het fort te komen, maar zij weigerde dit altijd, bang dat ze overweldigt zou worden met nostalgie. Kara's zus Alex Danvers benoemd vaak dat Kara's neef het fort gebruikt om met zijn Kryptoniaanse voorouders te communiceren. Uiteindelijk gaat Kara naar het fort samen met James Olsen om daar naar informatie te zoeken over Indigo. in de aflevering Myriad bezoekt Kara het fort opnieuw op zoek naar de locatie van Kal-El en het doel van het programma Myriad. In The Last Children of Krypton bezoeken Superman en J'onn J'onzz het fort voor informatie over Metallo. In de aflevering The Darkest Place verschaft Henk Henshaw / Cyborg Superman zichzelf toegang met het bloed van Kara dat is afgenomen door Cadmus om zo bij het archief van het Fortress of Solitude te komen om zo informatie over Project Medusa op te vragen. In de aflevering Medusa leert Kara zelf alles over het Project Medusa door middel van een hologram van haar vader, Zor-El. In Mr. & Mrs. Mxyzptlk lokt Kara Mr. Mxyzptlk naar het fort, en met een valse self-destruct sequence lukt het Kara om hem zijn naam omgekeerd in te voeren. Dit zorgt ervoor dat hij wordt terug geteleporteerd naar zijn dimensie. In Distant Sun besluiten Mon-El en Kara met zijn moeder Rhea te praten in het fort, zodat ze de premie die zij uitlooft voor het vangen van Supergirl. Maar ze weigerde het voorstel en viel haar aan met wapens van kryptoniet, wat bijna haar leven kost. Mon-El onderbreekt het gevecht en besluit met zijn moeder mee te gaan om zo Kara's leven te sparen. In Resist tijdens de invasie van de Daxamites op Aarde, stellen Cadmus en de DEO een alliantie voor om zo de indringers te stoppen en Lena Luthor en Mon-El te redden van Rhea. Kara, Lilian Luthor en Hank Henshaw gaan naar het Fortress of Solitude om daar de Phantom Zone projector te gebruiken om het schip van de Daxamites te enteren. Na het redden van hen, keren alleen Lena, haar moeder en Hank terug naar het Fort. Lillian heeft Kara bedrogen en heeft Mon-El achtergelaten. Kara verwachte echter haar bedrog en liet vooraf aan de reddingsmissie Winn Shott Jr. een tracker plaatsen op Henshaw als een voorzorg. Ze activeerde de tracker zodat ze hem kon dwingen om de projector opnieuw op te starten zodat ook Mon-El van het ruimteschip geteleporteerd kon worden. In Nevertheless, She Persisted Kara en Kal-El worden naar het fort gebracht door Alex om zo Superman te genezen van zilver kryptoniet, dat is toegediend door Rhea in een gevecht. Hierdoor hallucineert Kal-El dat hij in gevecht is tegen General Zod. In de database aldaar vinden ze een manier om de invasie van de Daxamites stoppen, door middel van een vechtritueel Dakkar-Ur genaamd.

### Krypton
Het Fortress of Solitude staat centraal in het verhaal van de televisieserie Krypton. Seg-El, Kal-El's grootvader, bezoekt de vesting met zijn moeder, Charys-El, om daar het verloren werk van Val-El, Seg-El's grootvader, te vinden nadat Adam Strange aan Seg-El heeft gevraagd om hem te helpen met het stoppen van Brainiac, die Krypton dreigt te vernietigen, waarmee zei de tijdllijn veranderen en Kal-El's geboorte 200 jaar nooit plaatsvindt. Ondertussen proberen Nyssa-Vex en Jayna-Zod te voorkomen dat Dru-Zod misbruik zal maken van het fort.